# Giovanni da Ripa
Giovanni da Ripa, o da Ripatransone, al secolo Giovanni Plantadossi (Ripatransone, prima metà del XIV secolo – ...), è stato un filosofo, teologo e religioso italiano del XIV secolo.
Francescano, è celebre soprattutto in Francia, dov'è conosciuto con i nomi di Jean de Ripa e Jean de la Marche. Sebbene considerato a volte nominalista, era in realtà un seguace di Duns Scoto. Chiamato Doctor difficilis o Doctor supersubtilis, fu commentatore a Parigi del Liber sententiarum di Pietro Lombardo, oltre che missionario e ambasciatore in Grecia.
La riscoperta di Giovanni è proceduta a partire dalla Francia, dove l'edizione moderna delle sue opere è stata curata da monsignor André Combes, per approdare in Italia solo in tempi recenti. Il filosofo medievalista Jean Jolivet lo considera «fra i pensatori più originali e profondi del Medio Evo».

## Opere di e su Giovanni da Ripa
- Conclusiones (riedizione), Parigi, 1957.
- Lectura super Primum Sententiarum, Prologi, Questiones 1 et 2 (riedizioni), Parigi, 1961.
- Questio de gradu supremo (riedizione), Parigi, 1964.
- André Combes, La métaphysique de Jean de Ripa.
- André Combes, Présentation de Jean de Ripa, 1956.